# Chlorogomphus nakamurai
Chlorogomphus nakamurai – gatunek ważki z rodziny Chlorogomphidae.